# حبق قرصي
حبق قرصي (الاسم العلمي:Ocimum nummularia) هو نوع من النباتات يتبع جنس الحبق من الفصيلة الشفوية.